# Niek Pas
Niek Pas (Tegelen, 1970) is een Nederlandse historicus. Hij is universitair docent aan de Universiteit van Amsterdam.

## Studies
Pas is afgestudeerd in Franse taal- en letterkunde, en in Politieke Geschiedenis aan de Universiteit Utrecht. Daarna studeerde hij aan het Institut d'Études Politiques in 1998 (mention très bien) en promoveerde hij in 2003 aan de Universiteit van Utrecht.
Zijn specialisatie is Franse geschiedenis van de 19e en 20e eeuw, de dekolonisatie van het Franse koloniale rijk, Algerije, en de relatie tussen politiek en media in Frankrijk.
Ten minste één van zijn boeken werd naar het Frans vertaald: Nederland en de Algerijnse oorlog 1954-1962.

## Werken (bekendste)
- Imaazje! De verbeelding van Provo (1965-1967) (Amsterdam, Wereldbibliotheek, 2003)
- Aan de wieg van het nieuwe Nederland. Nederland en de Algerijnse oorlog (1954-1962) (Amsterdam, Wereldbibliotheek, 2008)
- De geschiedenis van Frankrijk in een notendop (Amsterdam, Bert Bakker, 2008)
- Macron en de nieuwe Franse revolutie, (Amsterdam, Wereldbibliotheek 2017)